# Эчиканвоке, Мегалин
Мегалин Эчиканвоке (англ. Megalyn Echikunwoke; род. 28 мая 1983, Спокан, Вашингтон, США) — американская телевизионная актриса.

## Биография
Эчиканвоке родилась в Спокане, штат Вашингтон, в семье эмигранта-нигерийца и индийки. Её прадед был главой племени, поэтому Эчиканвоке является африканской принцессой. После смерти отца она вместе с матерью переехала в Чинле, штат Аризона.
В конце 1990-х годов она обосновалась в Лос-Анджелесе, где начала свою телевизионную карьеру. В 2001 году она была членом основного состава подростковой мыльной оперы MTV Spyder Games.
Эчиканвоке наиболее известна своими ролями в сериалах «4400» и «C.S.I.: Место преступления Майами». На большом экране Эчиканвоке появилась в фильмах «Фикс» (2008), «Девушки в опасности» (2011) и «Крепкий орешек: Хороший день, чтобы умереть» (2013). В 2012 году она снялась в двух эпизодах сериала «Сделано в Джерси», который затем был закрыт, а ранее имела второстепенные роли в сериалах «90210: Новое поколение» и «Обитель лжи». В начале 2013 года она получила ещё одну регулярную роль, в сериале «Игры разума» для ABC, который также был закрыт после нескольких эпизодов.
В 2015 году Эчиканвоке взяла на себя заглавную роль в анимационном сериале «Виксен». Эту роль она позже повторила в сериале «Стрела». Также в 2016 году она исполняла основную женскую роль в сериале A&E «Дэмиен».

## Фильмография

### Кино
| Год  | Название на русском                         | Оригинальное название     | Роль                  | Примечания             |
| ---- | ------------------------------------------- | ------------------------- | --------------------- | ---------------------- |
| 1999 | Смешные валентинки                          | Funny Valentines          | Лорен                 |                        |
| 2004 | —                                           | Great Lengths             | Елена                 | короткометражный фильм |
| 2006 | —                                           | Camjackers                | актриса на кастинге   |                        |
| 2008 | Фикс                                        | Fix                       | Кармен                |                        |
| 2008 | Кого вы любите?                             | Who Do You Love?          | Айви Миллс            |                        |
| 2011 | Девушки в опасности                         | Damsels in Distress       | Роуз                  |                        |
| 2011 | —                                           | Free Hugs                 | Меган                 | короткометражный фильм |
| 2013 | Крепкий орешек: Хороший день, чтобы умереть | A Good Day to Die Hard    | репортёр              |                        |
| 2014 | Джентльмен грабитель                        | Electric Slide            | Джин                  |                        |
| 2014 | Ночное купание                              | Night Swim                | Ив                    | короткометражный фильм |
| 2015 | Надоеда                                     | The Meddler               | Элиз                  |                        |
| 2017 | Калифорнийский дорожный патруль             | CHiPs                     | Патриша Эрли          |                        |
| 2017 | Виксен: Фильм                               | Vixen                     | Мари Маккейб / Виксен | мультфильм; озвучка    |
| 2018 | Сёстры по степу                             | Step Sisters              | Джамила               |                        |
| 2018 | Борцы за свободу: Луч                       | Freedom Fighters: The Ray | Мари Маккейб / Виксен | мультфильм; озвучка    |
| 2018 | Работа актёра над собой                     | An Actor Prepares         | Клементин             |                        |
| 2018 | Вечерняя школа                              | Night School              | Лиза                  |                        |
| 2019 | В прямом эфире                              | Late Night                | Робин                 |                        |
| 2022 | —                                           | Emily the Criminal        | Лиз                   |                        |

### Телевидение
| Год       | Название на русском                 | Оригинальное название             | Роль                  | Примечания                                                      |
| --------- | ----------------------------------- | --------------------------------- | --------------------- | --------------------------------------------------------------- |
| 1998      | Тварь Питера Бенчли                 | Creature                          | Элизабет Гибсон       | мини-сериал; 2 эпизода                                          |
| 1998      | Шоу Стива Харви                     | The Steve Harvey Show             | Эллисон Хайтауэр      | эпизод: Uncle Steve                                             |
| 2000      | —                                   | Malibu, CA                        | Рэнди                 | эпизод: Three Dudes and a Baby                                  |
| 2001      | —                                   | Spyder Games                      | Чериш Парди           | телесериал; основная роль                                       |
| 2001      | Бостонская школа                    | Boston Public                     | н/д                   | эпизод: Chapter Twenty-Four                                     |
| 2001—2002 | 24 часа                             | 24                                | Николь Палмер         | телесериал; 6 эпизодов                                          |
| 2002      | Шина                                | Sheena                            | Джанель               | эпизод: Coming to Africa                                        |
| 2002      | Скорая помощь                       | ER                                | Терри Уэлш            | эпизод: Bygones                                                 |
| 2002      | Для людей                           | For the People                    | Клодия Гибсон         | телесериал                                                      |
| 2002      | За что тебя люблю                   | What I Like About You             | Карен                 | эпизод: The Parrot Trap                                         |
| 2002      | —                                   | B.S.                              | Шеннон Кросс          | телефильм                                                       |
| 2003      | Баффи — истребительница вампиров    | Buffy the Vampire Slayer          | Вон                   | Эпизод: «Убийца во мне»                                         |
| 2003—2004 | Как одна семья                      | Like Family                       | Даника Уорд           | телесериал; основная роль                                       |
| 2004      | Вероника Марс                       | Veronica Mars                     | Рейн                  | эпизод: Drinking the Kool-Aid                                   |
| 2004—2005 | Шоу 70-х                            | That '70s Show                    | Энджи Барнетт         | телесериал; 8 эпизодов                                          |
| 2005      | —                                   | Hitched                           | Кристина              | телефильм                                                       |
| 2006      | Сверхъестественное                  | Supernatural                      | Кэсси Робинсон        | эпизод: Route 666                                               |
| 2006—2007 | 4400                                | The 4400                          | Изабель Тайлер        | телесериал; основная роль                                       |
| 2008      | Игра                                | The Game                          | Шайенн                | эпизод: Take These Vows and Shove ’Em!                          |
| 2008—2009 | C.S.I.: Место преступления Майами   | CSI: Miami                        | Тара Прайс            | телесериал; основная роль                                       |
| 2009      | Адвокатская практика                | Raising the Bar                   | Амелия Мкали          | телесериал; 3 эпизода                                           |
| 2009      | Закон и порядок: Специальный корпус | Law & Order: Special Victims Unit | Николь Глисон         | эпизод: Anchor                                                  |
| 2011—2012 | 90210: Новое поколение              | 90210                             | Холли Стриклер        | телесериал; 7 эпизодов                                          |
| 2012      | Обитель лжи                         | House of Lies                     | Эйприл                | телесериал; 5 эпизодов                                          |
| 2012      | Красивые люди                       | Beautiful People                  | Моника                | телефильм                                                       |
| 2012      | Сделано в Джерси                    | Made in Jersey                    | Райли Паркер          | телесериал; роль второго плана                                  |
| 2014      | Американский папаша!                | American Dad!                     | Энджи (озвучка)       | мультсериал; эпизод Introducing the Naughty Stewardess; озвучка |
| 2014      | Игры разума                         | Mind Games                        | Меган Шейн            | телесериал; основная роль                                       |
| 2015      | Последователи                       | The Following                     | Пенни                 | телесериал; 4 эпизода                                           |
| 2015—2016 | Виксен                              | Vixen                             | Мари Маккейб / Виксен | мультсериал; основная роль; озвучка                             |
| 2016      | Стрела                              | Arrow                             | Мари Маккейб / Виксен | эпизод: Taken                                                   |
| 2016      | Дамиен                              | Damien                            | Симон Баптист         | телесериал; основная роль                                       |
| 2017      | Призраки                            | Ghosted                           | Натали                | эпизод: Whispers                                                |
| 2018      | Борцы за свободу: Луч               | Freedom Fighters: The Ray         | Мари Маккейб / Виксен | мультсериал; 2 эпизода; озвучка                                 |
| 2019—2020 | Почти семья                         | Almost Family                     | Эди Палмер            | телесериал; основная роль                                       |
| 2021      | Навстречу тьме                      | Into the Dark                     | Эсме Роулс            | эпизод: Blood Moon                                              |

### Игры
| Год  | Название               | Роль                 | Примечания |
| ---- | ---------------------- | -------------------- | ---------- |
| 2017 | Injustice 2            | Мари Маккейб /Виксен |            |
| 2018 | Lego DC Super-Villains | Мари Маккейб /Виксен |            |
| 2019 | Mortal Kombat 11       | Джеки Бриггс         |            |